# Józef Jaegermann
Józef Abraham Jaegermann (Jägermann) (ur. 28 września 1843 w Wadowicach, zm. 26 grudnia 1927 we Lwowie) – polski inżynier mechanik, radny miasta Lwowa
Ukończył studia w Akademii Technicznej we Lwowie, od 1867 przez dwa lata był asystentem na uczelni. W 1870 uzyskał tytuł profesora i przez siedemnaście lat wykładał na macierzystej uczelni. Równocześnie był radnym miejskim we Lwowie i działaczem społecznym, należał do grona założycieli Towarzystwa Politechnicznego. Z jego inicjatywy dotychczasowe "Towarzystwo Ukończonych Techników" w 1878 zmieniło nazwę na "Polskie Towarzystwo Politechniczne we Lwowie". Po przejściu na emeryturę pozostał czynnym inżynierem cywilnym, zasłynął wystąpieniem patriotycznym w 1897 podczas wiecu zorganizowanego przed wyborami do Rady Państwa w Jaworowie. Publicznie, a później podczas rozprawy sądowej skrytykował rząd oraz niesprawiedliwość społeczną piętnującą chłopstwo i warstwy niższe. Członek i działacz Galicyjskiego Towarzystwa Gospodarskiego, członek jego Komitetu (26 maja 1876 - 10 czerwca 1877). Był współzałożycielem czasopisma „Przyjaciel Ludu”.